# Tetrastigma longisepalum
Tetrastigma longisepalum är en vinväxtart som beskrevs av François Gagnepain. Tetrastigma longisepalum ingår i släktet Tetrastigma och familjen vinväxter. Inga underarter finns listade i Catalogue of Life.